# Megasema signata
Megasema signata là một loài bướm đêm trong họ Noctuidae.